# Lee Cattermole
Lee Barry Cattermole (Stockton-on-Tees, Inglaterra, 21 de marzo de 1988) es un exfutbolista y entrenador inglés que jugaba de centrocampista.

## Trayectoria
El 14 de agosto de 2020 anunció su retirada a los 32 años de edad con la intención de ser entrenador.
En 2022 fue anunciado nuevo entrenador del equipo sub-18 del Middlesbrough F. C. En octubre de ese mismo año ascendió al primer equipo como técnico asistente del entrenador interino después del despido de Chris Wilder.

## Selección nacional
Fue internacional con la selección de fútbol sub-21 de Inglaterra.

## Clubes
- Actualizado a fin de carrera deportiva.[4]

| Club                 | País         | Año       | Partidos | Goles |
| -------------------- | ------------ | --------- | -------- | ----- |
| Middlesbrough F. C.  | Inglaterra   | 2005-2008 | 88       | 4     |
| Wigan Athletic F. C. | Inglaterra   | 2008-2009 | 35       | 2     |
| Sunderland A. F. C.  | Inglaterra   | 2009-2019 | 262      | 10    |
| VVV-Venlo            | Países Bajos | 2019-2020 | 11       | 0     |